# IC 4285
IC 4285 ist eine Galaxie vom Hubble-Typ S? im Sternbild Jagdhunde am Nordsternhimmel. Sie ist schätzungsweise 998 Millionen Lichtjahre von der Milchstraße entfernt.
Im selben Himmelsareal befinden sich u. a. die Galaxien IC 4284, PGC 2287543, PGC 2290538.
Das Objekt wurde am 10. Mai 1899 von James Edward Keeler entdeckt.